# Битка при Игуара
Битката при Игуара е част от войната за независимост на Куба, която се провежда на 13 декември 1895 г. в провинция Санта Клара.

## Битка
Същия ден близо до град Игуара, настъпателната колона под командването на генерал-майори Максимо Гомес и Антонио Масео се изправя срещу испанците, под командването на полковник Сегура.
Нашествениците пресичат река Хатибонико за да влязат в Лас Вилас и когато само половината прекосяват реката, те се натъкват на испанските войски. Гомес заема близък хълм за да победи настъпващия противник. От своя страна Масео отива до реката за да предотврати разделянето на колоната на две части.
Когато испанските войски виждат кубинците, те откриват силен огън по тях. Те се организират в две линии и в същото време атакуват силите на двамата генерали.
Масео решава да атакува с кавалерията си и въпреки интензивния огън, това не попречва на унищожаването на няколко части от испанските войски, чиито сили са дезорганизирани. Гомес атакува от другия фланг и тилът на революционерите, които току-що са завършили прекосяването на реката, също атакуват, което слага край на съпротивата на испанците и те предприемат изтегляне.
Кубинците събират изоставеното оръжие и оборудване и атакуват отново. След два часа битка Гомес и Масео слагат край на двубоя. И двете сили претърпяват тежки загуби: кубинците губят 30 конници, включително подполковник Енрике Сеспедес, а испанците оставят 18 свои да лежат на бойното поле. Кубинците пленяват 54 пушки и няколко мулета, натоварени с различни средства.